# اليعسوب في الكهرمان
اليعسوب في الكهرمان (بالإنجليزية: Dragonfly in Amber)‏ هي الرواية الثانية ضمن سلسلة دخيلة من تأليف الكاتبة الأمريكية ديانا غابالدون. صدرت في عام 1992، وتركز على الممرضة المسافرة عبر الزمن من القرن العشرين كلير فريزر وزوجها الإسكتنلدي من القرن الثامن عشر جيمي فريزر. الكتاب يتضمن عناصر من التاريخ والرومانسية والغموض والمغامرة وخيال علمي/فنتازيا. أحداث هذا الكتاب تؤرخ جهود كلير وجيمي في محاولتهما منع حدوث ثورة اليعاقبة، والتي تعرف كلير أنها ستنتهي بشكل كارثي للإسكتلنديين.
اقتباس تلفزيوني من سلسلة دخيلة بدأ عرضه في الولايات المتحدة في 9 أغسطس 2014 على قناة ستارز. الموسم الثاني من المسلسل أحداثه مبينة على اليعسوب في الكهرمان.

## روابط خارجية
- الموقع الرسمي
- "An Outlander Family Tree (Official)". راندوم هاوس. 2014. مؤرشف من الأصل في 2019-05-13.